# María Manuela Kirkpatrick
Pour les articles homonymes, voir Kirkpatrick.
María Manuela Kirkpatrick de Closeburn et de Grévignée, comtesse consort de Montijo, née le 24 février 1794 à Málaga et morte le 22 novembre 1879 à Carabanchel (Espagne) est une aristocrate espagnole, mère d'Eugénie de Montijo, impératrice des Français.

## Origines familiales
María Manuela Kirkpatrick naît à Malaga le 24 février 1794. Elle est la fille de Guillermo Kirkpatrick y Wilson (1764-1837),, un noble écossais qui s'est exilé en Espagne dans sa jeunesse à cause de sa foi catholique et de son allégeance jacobite, et de la malaguène María Francisca de Grévignée y Gallegos, appelée familièrement Fanny, d'origine wallonne. Son père s'est installé à Jerez de la Frontera, où il fait le commerce du vin, puis à Malaga, où en plus de ses activités commerciales il devient consul des États-Unis. C'est dans cette ville qu'il épouse la fille de son partenaire, le baron Henri de Grévignée (ou Grivegnée de Housse), un négociant liégeois établi à Malaga.
María Manuela Kirkpatrick reçoit une éducation très francophile[Selon qui ?]. Pendant son adolescence et sa jeunesse, elle se rend souvent à Paris, où elle séjourne chez sa tante Catherine, la sœur de sa mère, qui est mariée au diplomate français Mathieu de Lesseps. Il s'agit des parents de son cousin germain Ferdinand (1805-1894 ; frère aîné de Jules), de onze ans son cadet et futur vicomte de Lesseps, qui, dans les années 1830 et 1840  l'introduit dans la société parisienne.

## Mariage et filles
Lors d'un séjour à Paris en 1816 chez les Lesseps, elle rencontre l'Espagnol Cipriano de Palafox y Portocarrero, comte de Teba, qu'elle épouse l'année suivante. Il est le fils de María Francisca de Sales Portocarrero de Guzmán y Zúñiga (es), 6e comtesse de Montijo et 16e comtesse de Teba, et du lieutenant général Felipe Antonio de Palafox y Croy, son premier mari, fils cadet des marquis d'Ariza.
Cipriano (1785-1839) est un militaire de plus de trente ans - dix ans de plus qu'elle - borgne et boiteux. Libéral, francophile et franc-maçon, il a combattu du côté français pendant la guerre d'indépendance espagnole, recevant des blessures qui lui ont laissé ces séquelles. En 1812, il accompagne Joseph Bonaparte en exil en France, puis continue à servir Napoléon dans ses campagnes.
Le 15 décembre 1817, María Manuela Kirkpatrick et Cipriano de Guzmán se marient à Malaga, après que ce dernier a obtenu du roi Ferdinand VII une grâce qui lui permet de rentrer en Espagne,.
À cette époque, Cipriano porte le nom de Guzmán et le titre de comte de Teba car il n'est que le deuxième fils de la maison de Montijo. Mais en 1834, à la mort de son frère Eugenio, il hérite des titres de comte de Montijo et Miranda, de duc de Peñaranda de Duero, de marquis de La Algaba, et prend le nom patronymique de Portocarrero,.
Le couple s'installe dans un premier temps à Málaga, puis à Grenade, où naissent ses deux filles:
1. María Francisca de Sales Portocarrero, comtesse de Montijo, (dite Paca Alba, 1825-1860) qui a épousé Jacobo Fitz-James Stuart et Ventimiglia (es), duc d'Albe.
2. María Eugenia de Guzmán, comtesse de Teba, (Eugenie de Montijo, 1826-1920), impératrice des français par son mariage avec Napoléon III.

## Paris
Au début des années 1830, le comte de Teba est impliqué dans une conspiration contre Ferdinand VII : il est incarcéré brièvement puis assigné à résidence à Grenade, sous surveillance policière. Manuela part alors à Paris avec ses filles « pour compléter l'éducation des enfants ». Prosper Mérimée, rencontré en Espagne en 1830, les introduit dans la bonne société. Mérimée est en effet un bon ami de María Manuela Kirkpatrick et ses filles, et s'intéresse à leur éducation. D'après ses propres déclarations, l'intrigue de son roman Carmen lui a été suggérée par la comtesse. Cette anecdote a conduit certaines sources à supposer, à tort, que la personnalité de Carmen était inspirée de celle de la comtesse. María Manuela Kirkpatrick a également fourni à Mérimée de la documentation sur Don Pèdre Ier,. Leur amitié amène certains à soupçonner une liaison entre eux, ce que Mérimée dément : « Je vous mènerai un jour chez une excellente femme de ce pays qui vous plaira par son esprit et son naturel. C'est une admirable amie, mais il n'a jamais été question de chair entre nous. Elle est un type très complet et très beau de la femme d’Andalousie, autrefois comtesse de Téba don je vous ai souvent parlé. » (Lettre à Léonce de Lavergne, 23 janvier 1835).

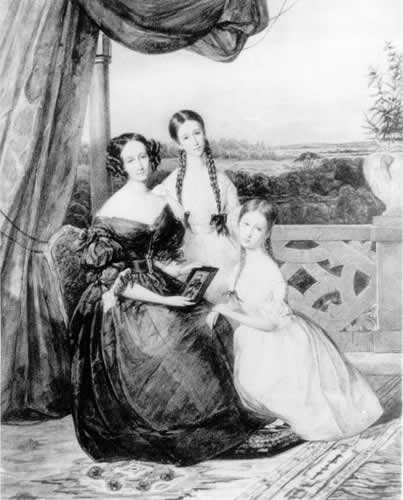
María Manuela Kirkpatrick et ses deux filles Maria et Eugénie.

La mort du roi en 1833 et la régence de Marie-Christine de Bourbon-Siciles simplifient considérablement la situation du comte, qui est réhabilité. En 1834, Eugenio Portocarrero, son frère aîné, meurt sans enfant, et le comte hérite de ses titres et de sa fortune. Il part vivre à Madrid où il est nommé Prócer del Reino (es). La comtesse de Teba, devenue comtesse de Montijo, reste toutefois à Paris.
Elle y fréquente des hommes de lettres tels que Stendhal et Prosper Mérimée. Au cours de ces années, elle cultive également l'amitié du jeune diplomate anglais George Villiers, ambassadeur en Espagne depuis 1833, et plus tard secrétaire du Foreign Office. María Manuela Kirkpatrick et ses filles lui rendent visite à Londres pendant la saison 1837. Cette amitié a suscité des rumeurs de relation adultère entre la comtesse et Villiers, un célibataire de six ans son cadet.

## Madrid
La santé de son époux la rappelle à Madrid en 1839. Ses premières lettres à Mérimée datent de cette période. Après le décès de son mari, la comtesse veuve de Montijo retourne à Paris. Mais la correspondance entre « ces deux solitaires mondains » se ritualise et perdurera jusqu'au décès de Mérimée.
Vers 1843, alors que ses filles ont environ 18 et 17 ans, elle revient à Madrid, se consacrant à une vie sociale intense et brillante, ne lésinant sur aucune dépense, dans le but évident de les « bien marier. La Comtesse de Montijo devient une figure importante de la vie mondaine de la cour d'Isabelle II, réunissant la crème de l'aristocratie et de la gentry lors de bals, concerts et réunions qu'elle organise souvent dans son palais de la Plaza del Ángel à Madrid et dans sa maison de campagne de Carabanchel, où elle fait même construire un théâtre,. Le journal El Imparcial, au lendemain de sa mort, a souligné ce que son salon représentait pour Madrid à l'époque : 

« Son nom illustre est lié à celui de toute une génération qui disparaît aujourd'hui, laissant derrière elle des souvenirs glorieux et ineffaçables. Ventura de la Vega, le Duc de Rivas, Alcalá Galiano, Martínez de la Rosa, Joaquín María López, Juan Nicasio Gallego, le duc de Frías, tout cet éclat de poètes, d'orateurs et d'artistes qui trouvèrent un foyer d'intelligence et de bon goût dans le salon de la comtesse de Montijo, sont depuis longtemps partis dans la tombe. Elle seule est restée comme un rappel de cette époque où l'esprit brillait si fort. Les portes de sa maison étaient toujours ouvertes aux mérites et aux talents ; son aide charitable aux malheureux ne manquait jamais. Les hommes les plus distingués de la politique, de la littérature, des arts et des armes d'Espagne sont passés par ses salons, qui ont eu une telle influence sur la vie sociale de notre pays, répandant parmi les classes supérieures le culte des beaux-arts. »

## Service palatial
María Manuela Kirkpatrick entre tardivement, en 1847, au service de la Reine en tant que dame d'honneur. Elle gagne rapidement les faveurs d'Isabelle II, qui la nomme 6 octobre 1847 Camarera mayor de Palacio, le poste le plus élevé pour une femme à la cour,.
En février 1848 elle marie de sa fille María Francisca de Sales Portocarrero au duc d'Albe.
Cependant elle quitte la cour, après seulement un an de service, en raison de son inimitié envers le marquis de Miraflores, président du Sénat et gouverneur du palais. La reine lui accorde cependant le privilège de conserver les « honneurs et considérations de Camarera Mayor » dans la maison royale.

## Mariage imperial
La comtesse de Montijo retourne s'installer à Paris en compagnie de sa fille Eugénie. Ce nouveau séjour dans la capitale française dure cinq ans. Le 30 janvier 1853, Eugénie épouse le désormais empereur Napoléon III dans la cathédrale Notre-Dame.

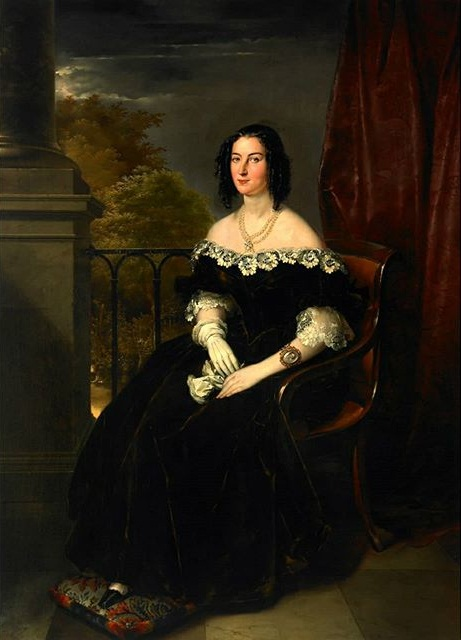
Retraite de María Manuela Kirkpatrick

## Dernières années
Après le mariage, Napoléon III lui fait comprendre que sa présence n'est pas bienvenue à la cour et elle retourne à Madrid. Elle tient salon dans son palais d'Ariza et organise des réceptions et bals, notamment pour les anniversaires de sa fille aînée Paca. Cette période est assombrie, en 1860, par la mort prématurée de celle-ci, qui lui laisse trois jeunes petits-enfants auxquels elle consacre tous ses efforts.
Le 9 février 1876 meurt sa petite-fille María Luisa Eugenia, duchesse de Montoro, qui avait épousé le duc de Medinaceli en octobre 1875. Le 1er juin 1879, c'est son petit-fils, le prince Louis Napoléon, fils unique d'Eugénie et héritier de la famille Bonaparte, qui meurt tragiquement en Afrique du Sud. Elle se retire alors définitivement dans sa maison de campagne de Carabanchel, qu'elle ne quitte qu'en apprenant les malheurs qui se sont abattus sur Murcie, afin de réunir le conseil des dames d'honneur à Madrid pour envoyer des secours aux victimes de l'inondation.
Elle meurt dans sa maison de Carabanchel le 22 novembre 1879. Le journal La Época qui fait alors son portrait la définit comme « une femme d'une grande fermeté de caractère, d'une activité infatigable et d'une mémoire prodigieuse, dont elle se servait admirablement pour donner plus de charme à sa conversation toujours agréable. Elle parlait cinq langues, chantait et peignait avec talent. »

## Distinctions
- Pour les titres nobiliaires obtenus par son mariage, se référer à la page de son mari.
- Ordre de la Reine Marie-Louise (depuis le 3 février 1845)[12].
- Dame grande croix de l'Ordre impérial de Saint Charles (Deuxième Empire Mexicain).